# Eliza Wille
Eliza Wille (9 de març de 1809 a Itzehoe, Slesvig-Holstein; † 1893) va ser una escriptora de novel·les alemanya.
Filla de l'armador hamburguès R. M. Sloman, es casà amb el periodista François Wille amb el que abandonava Hamburg, el 1851, per viatjar i establir-se definitivament en una finca a Marienfeld a la vora del llac de Zúric.
La família tenia l'amistat de Richard Wagner i Georg Herwegh, amb qui mantingueren llargues converses a la finca.
Les seves primeres poesies apareixien encara amb el nom d'Eliza Sloman (Hamburg), 1836), després seguiren les novel·les Felicitas (Leipzig, 1850) i Johannes Olaf (Leipzig, 1871) així com la col·lecció de novel·la Stillleben in bewegter Zeit (Leipzig, 1878).